# Het Truweel
Het Truweel is een rijksmonument aan de Koornmarkt in het centrum van de plaats Delft, in de Nederlandse provincie Zuid-Holland. Het is een laat-gotisch grachtenpand onder hoog schilddak uit 1545.

## Geschiedenis
Dit huis, van oorsprong brouwerij Het Truweel, later Truweel met de Kroon, is een van de meest tot de verbeelding sprekende grachtenpanden van Delft. De gevel draagt twee jaartallen en dat heeft over de ouderdom van het pand weleens verwarring gezaaid. Bovenaan de gevel, onder de daklijst, prijkt het jaartal 1621. Boven het deurportaal valt boven een weggehakt familiewapen tussen twee leeuwen met moeite 1545 te ontcijferen. Het laatste jaartal zegt meer over de ouderdom van het pand dan het eerste. In 1621 is het bovenste deel van de gevel vernieuwd, zoals aan het metselwerk boven de vensters op de eerste verdieping te zien is. Mogelijk gebeurde dat vanwege het verleggen van de vloeren erachter. De monumentale zolderkap achter de gevel (met maar liefst vier gestapelde jukken) dateert in elk geval vrijwel zeker van 1545.
Op de stoep zijn nog de oorspronkelijk toegangen tot de voormalige bierkelder te zien. De gevel moet in 1621 een mooie top hebben gehad met nog twee ramen en een takelluik op de zolder. Hij zal toen zijn geschilderd om het verschil tussen de oude en de nieuwe stenen aan het oog te onttrekken. Nog in de 20e eeuw waren daar verfsporen van herkenbaar.
De topgevel is bij een verbouwing in de 18e eeuw vervangen door de huidige daklijst, die toen als veel moderner gold. Bij die modernisering is tevens het huidige bordes voor de voordeur aangebracht. Ook vanbinnen is het huis in die tijd ingrijpend verbouwd. Daarbij is onder meer in de linker voorkamer een versierd stucplafond aangebracht, met omstucte balken en tussenliggende velden tegen de kinderbinten. Verder bevindt zich in het pand nog een 18e-eeuwse toiletruimte met een halfcirkelvormige plattegrond en betegelde achterwand. 
In 1848 sloot de brouwerij definitief haar deuren. Daarmee behoorde hij tot de laatste der Mohikanen die dit ooit zo gewilde Delftse vocht prodiceerden.

## Restauratie
In 1955 volgde een nieuwe verbouwing, waarbij ook de voorgevel werd gerestaureerd. Daaraan ging een forse discussie vooraf. In 1948 had een architect twee ontwerpen gemaakt voor de voorgevel, die beide door de welstandcommissie en de Rijksdienst Monumentenzorg als te wilde fantasieën naar de prullenbak werden verwezen. De lijstgevel bleef wat hij sinds de 18e eeuw was, en de vensters kregen weer een onderverdeling in zes ruitjes zoals bij die tijd paste. (En niet de kruiskozijnen met kleine ruitjes die er daarvoor ooit zullen hebben gezeten.)
In 2001 is het huis van binnen opnieuw ingrijpend verbouwd, waarbij er een kantoor en appartementen in zijn aangebracht. Op de verdieping werden die appartementen ruim opgezet, met weinig binnenwanden, om het daglicht maximaal in het huis te kunnen toelaten. Daarmee verdween de ondersteuning voor de balken die een forse overspanning hebben. Om doorbuiging te voorkomen werden muurstijlen aangebracht met houten korbelen (schuine steunbalken) en sleutelstukken, een zestiende-eeuwse constructie die van oorsprong op deze plek nooit eerder heeft gezeten.

## Architectuur
Het pand gestaat uit natuurstenen geprofileerde waterlijsten en geprofileerde ontlastingsbogen met natuursteenblokken van het Dordtse type op consoles met koppen. De vensters van de benedenverdieping hebben ontlastingsbogen met driepasmotieven, die van de bovenverdieping gelobde ontlastingsbogen. In het boogveld boven de deur bevindt zich een wapenreliëf. De kelderverdieping heeft getoogde natuurstenen kozijnen. De roedenverdeling stamt uit het jaar 1800. De gevel is gedateerd 1545 en 1621.

## Galerij

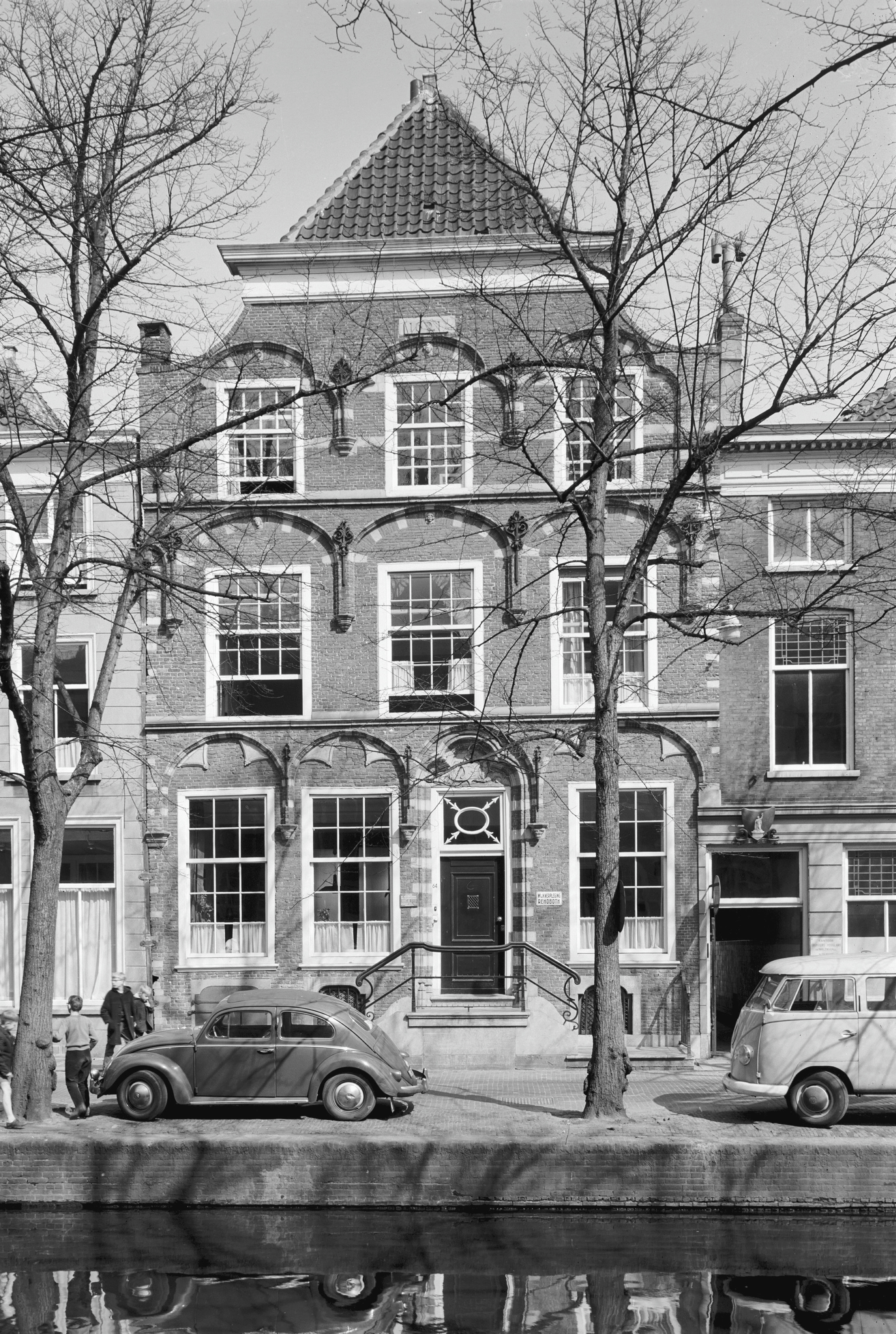
De voorgevel.
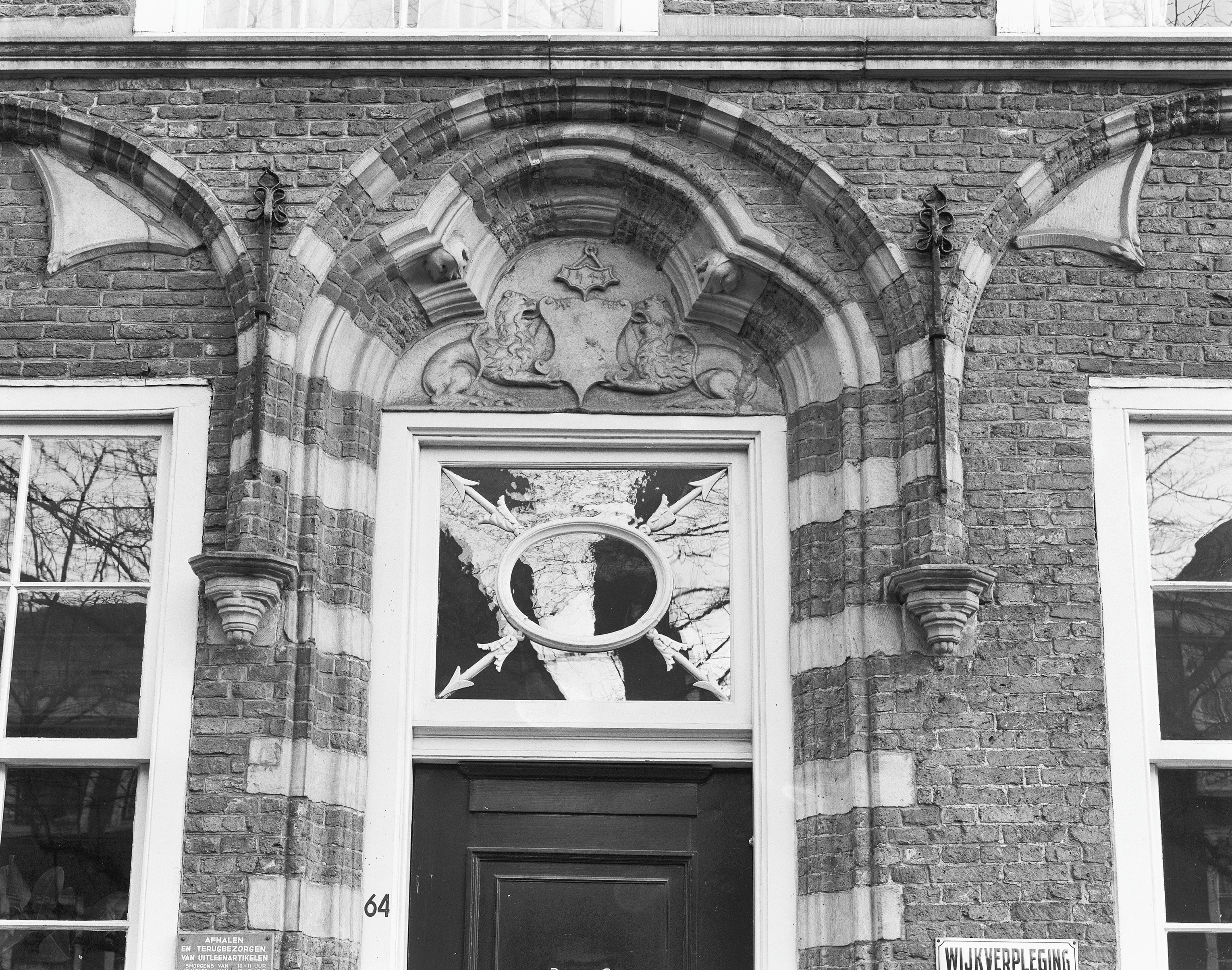
Ingang detail
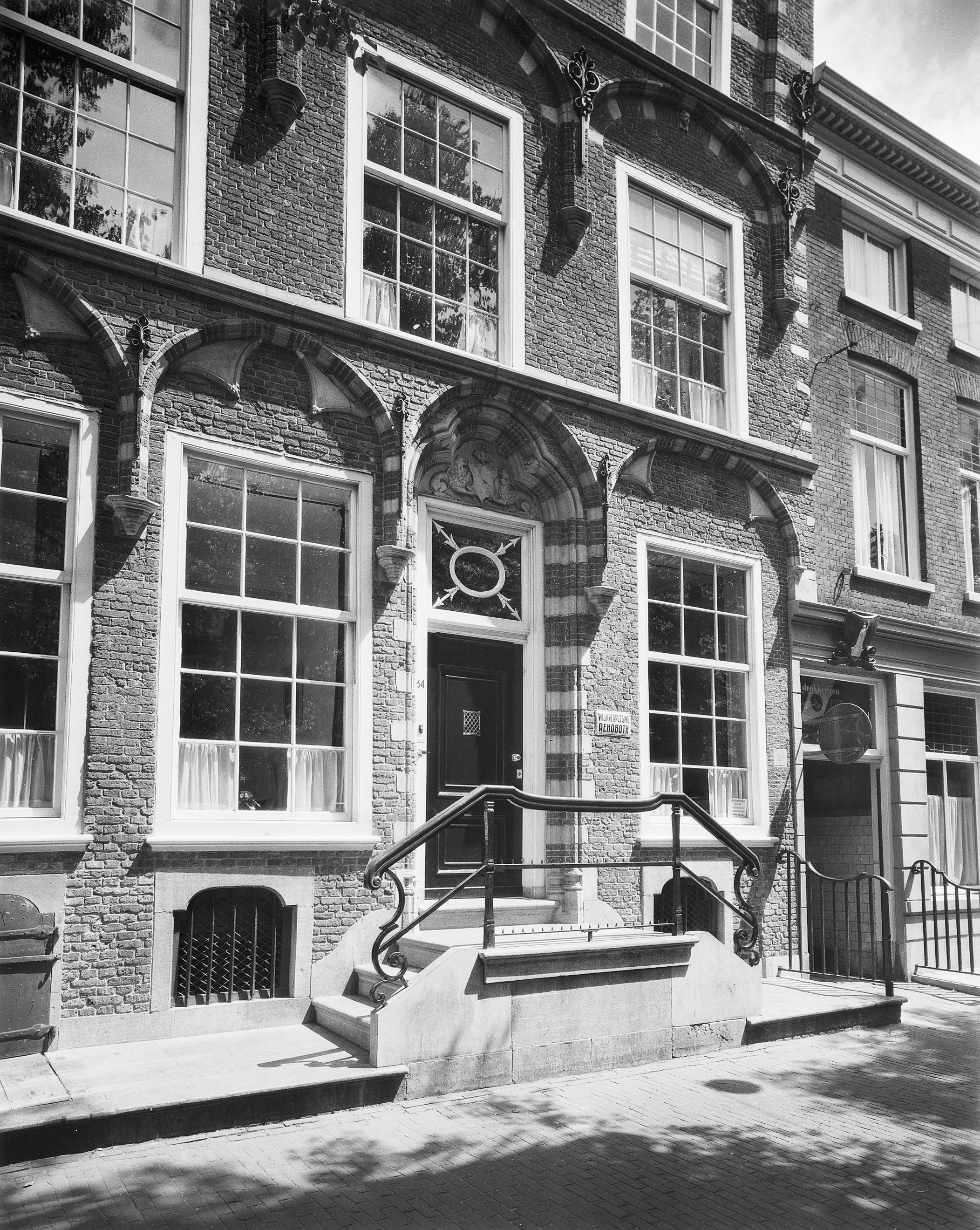
Onderpui
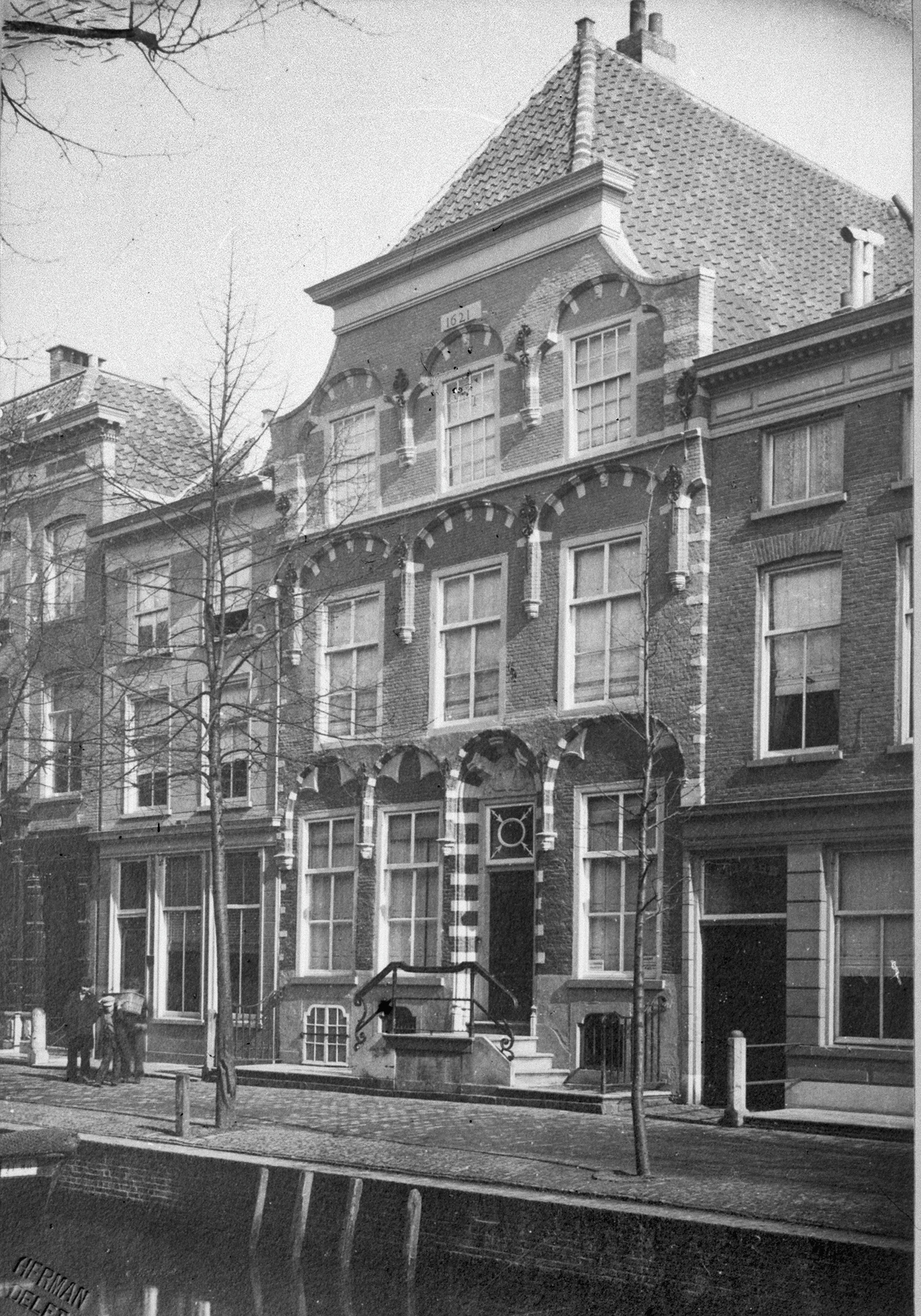
Voorgevel
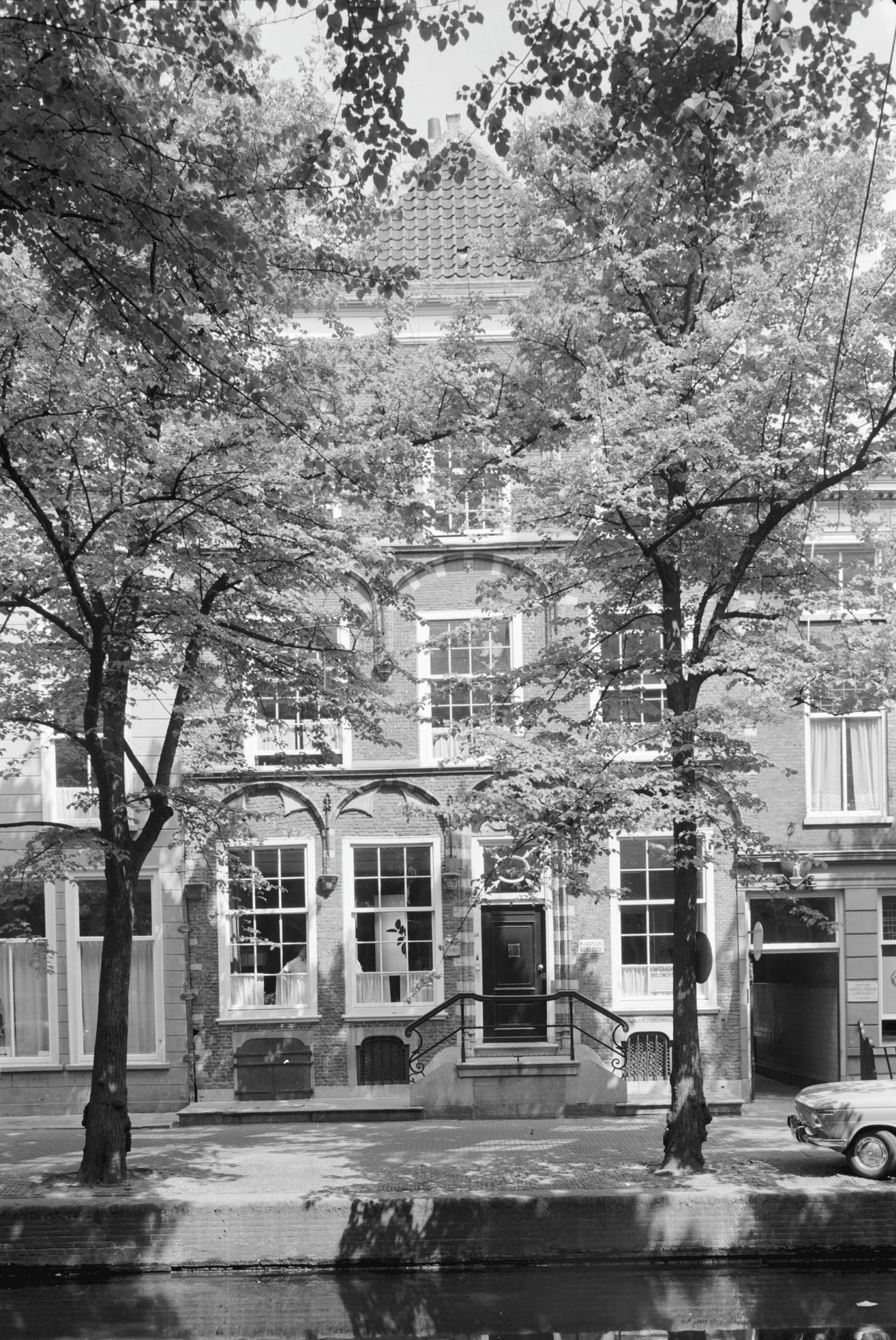
Voorgevel